# برناردو استروتسی
برناردو استروتسی (ایتالیایی: Bernardo Strozzi; ‏حدود ۱۵۸۱ – ۲ اوت ۱۶۴۴) نقاش اهل جمهوری جنوا بود. او هنرمند باروک بود. نقاشی‌های استروتسی به صورت دیوارنگاره هم بود. او در موضوعات گوناگون از جمله رویدادهای تاریخی، تک‌چهره، تمثیلی و زندگی روزانه نقاشی می‌کشید. او در اواخر عمر در ونیز کار می‌کرد.
استروتسی به عنوان بنیانگذار اصلی سبک باروک ونیزی شناخته می‌شود.

## نگارخانه

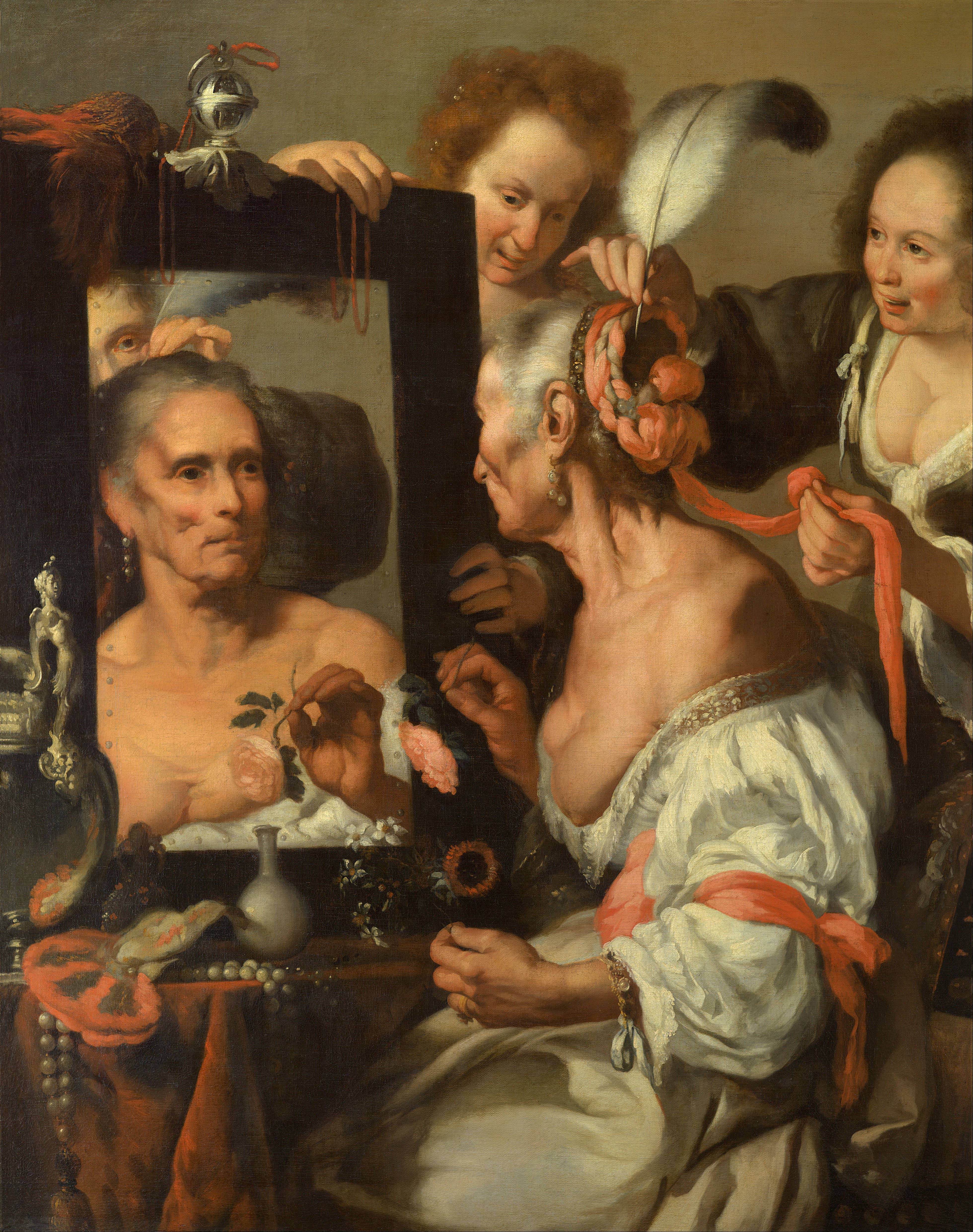
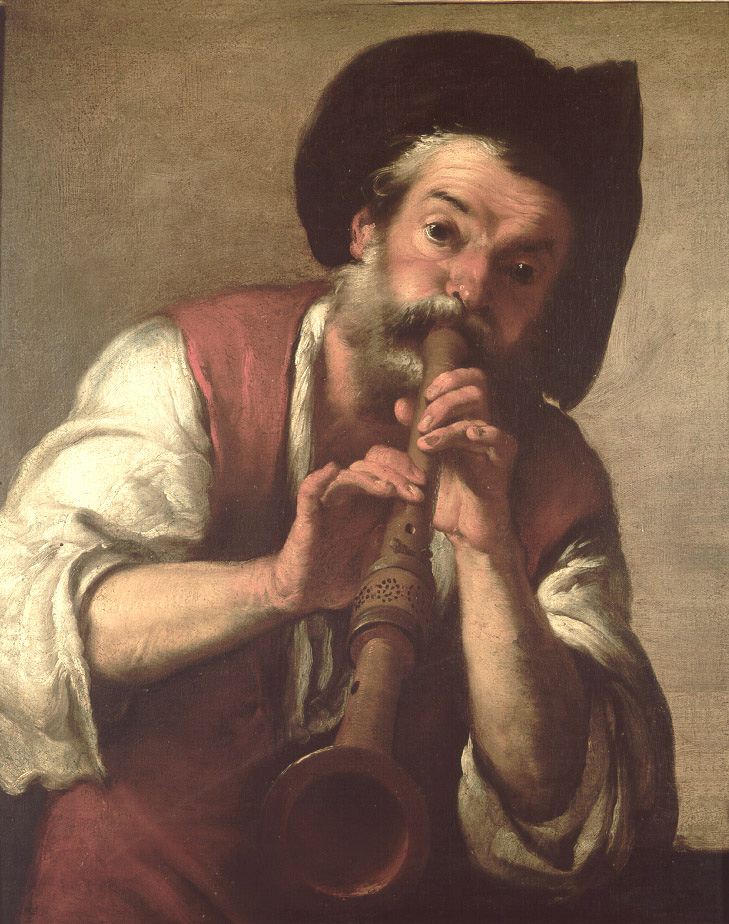
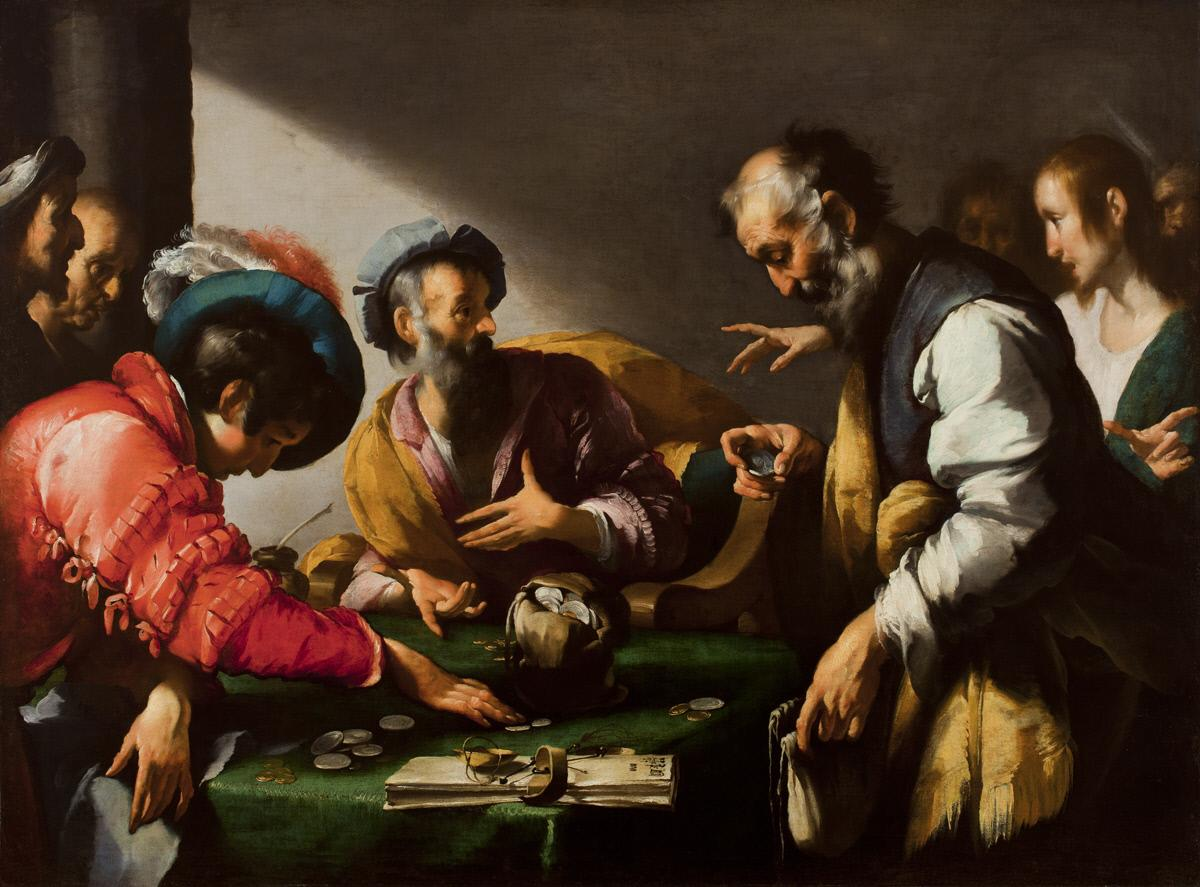
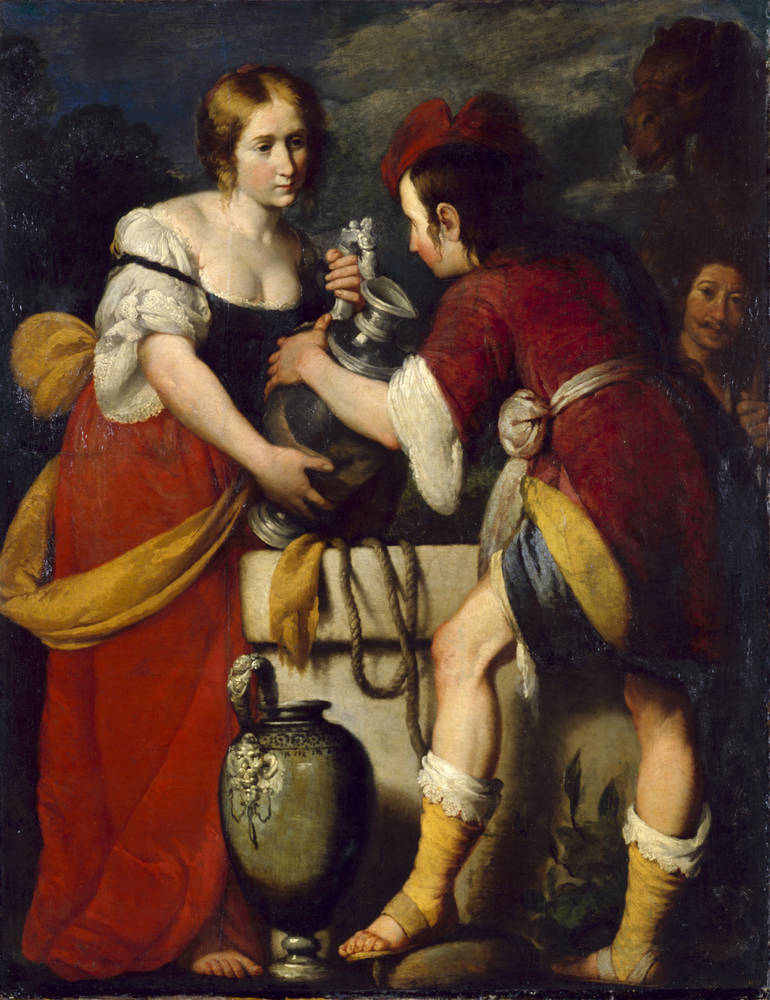
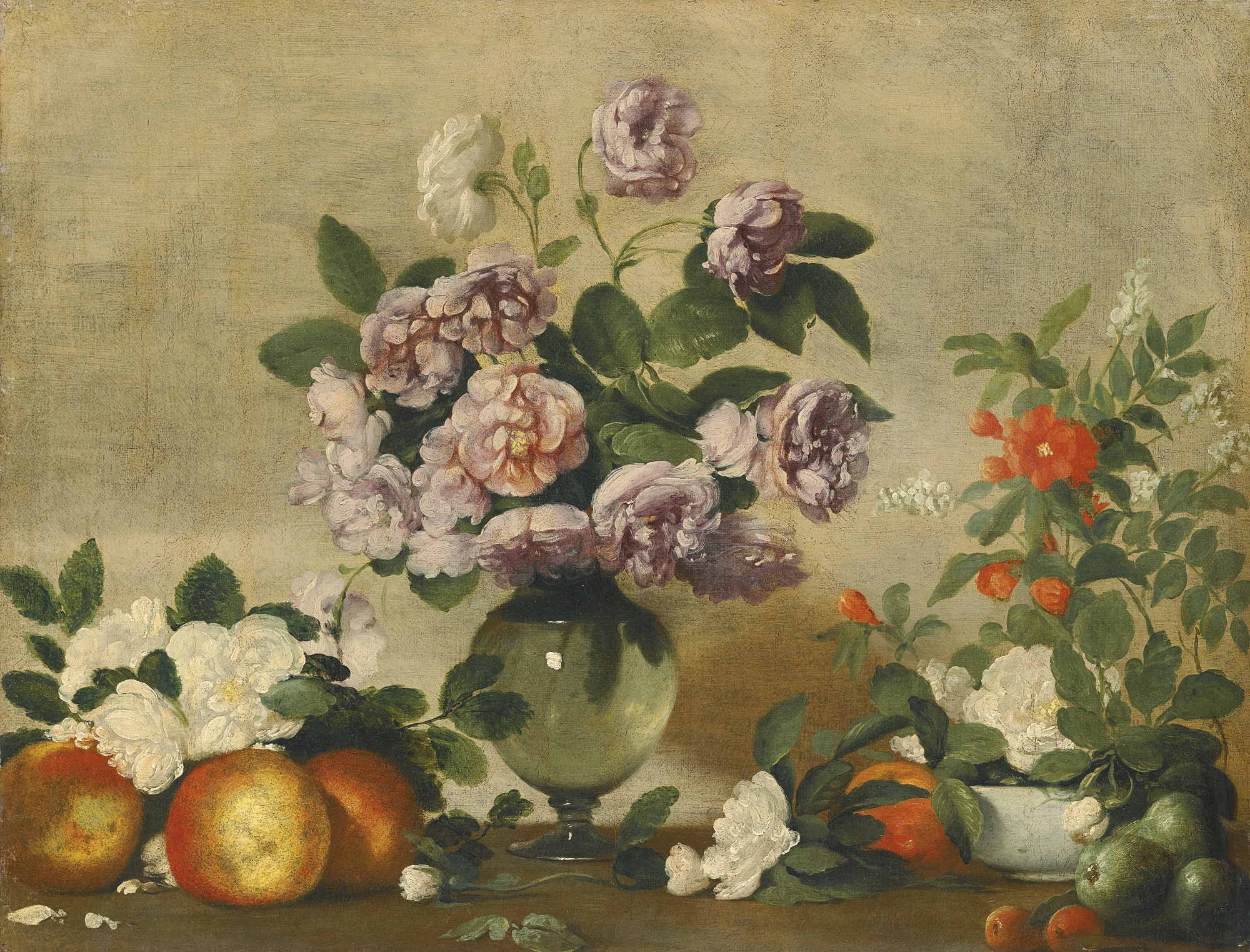
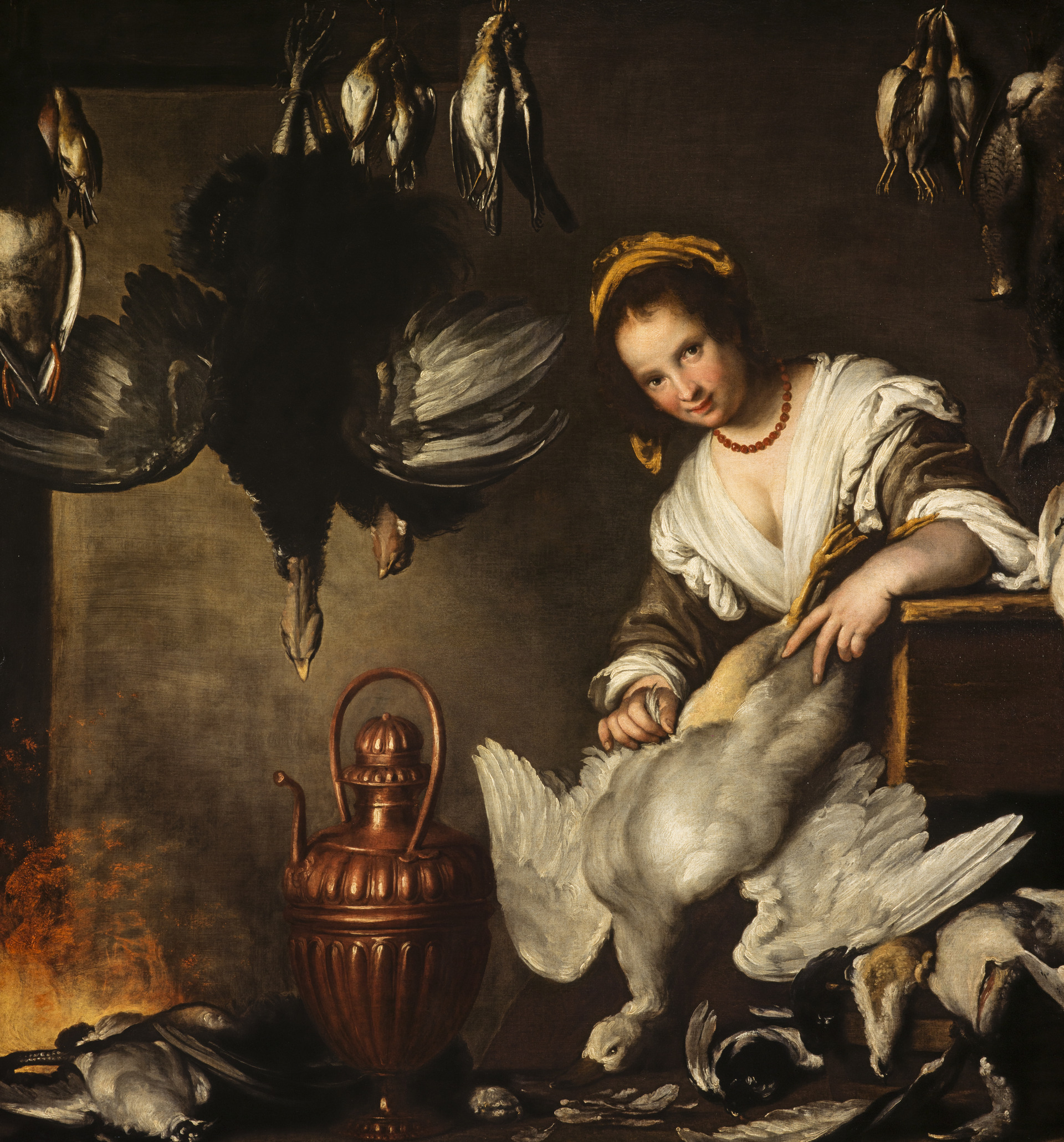